# Cantonul Angers-Nord-Est
Cantonul Angers-Nord-Est este un canton din arondismentul Angers, departamentul Maine-et-Loire, regiunea Pays de la Loire, Franța.

## Comune
- Angers (parțial, reședință)
- Écouflant
- Pellouailles-les-Vignes
- Saint-Sylvain-d'Anjou
- Villevêque